# بیلول
بیلول یک شهرک در اریتره است که در منطقه دریای سرخ جنوبی واقع شده‌است.

## خصوصیات
بیلول ۶۶۴ متر بالاتر از سطح دریا واقع شده‌است.